# Les Ballets Africains

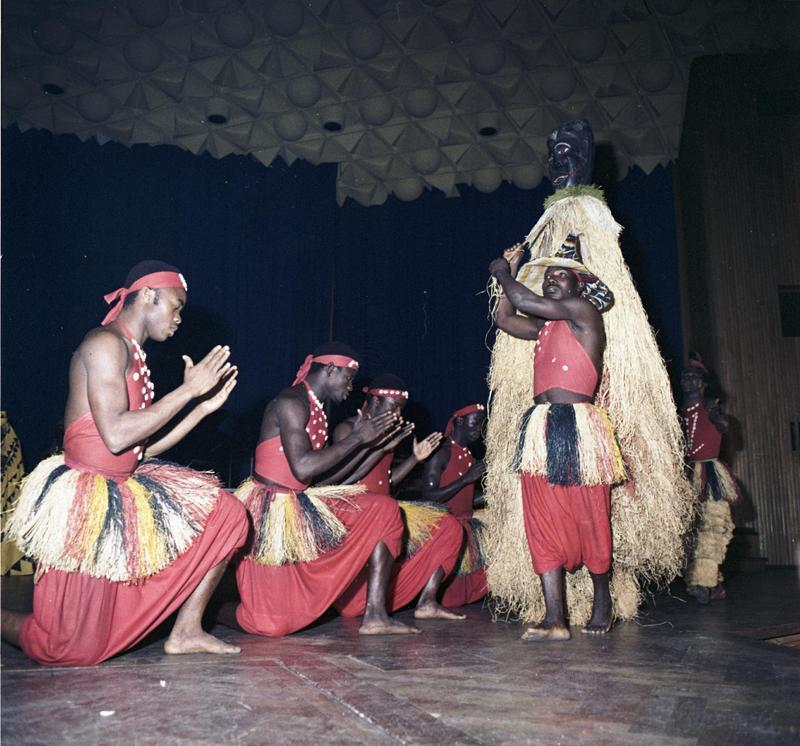
Les Ballets Africains actuando en Bonn, Alemania Occidental, 18 de octubre de 1962

Les Ballets Africains es la compañía nacional de danza de Guinea  y tiene su sede en Conakry. Es una de las primeras compañías de danza nacionales africanas. Ha realizado numerosas giras por todo el mundo. La compañía tiene  su origen en el grupo fundado en París en 1950 por Fodéba Keïta y Facély Kanté con el objetivo de reivindicar y promover la danza y la cultura africanas tradicionales y se trasladó a Guinea tras la independencia del país.

## Historia
La historia de Les Ballets Africains se remonta a París a finales de los años 40. Fodéba Keïta, estudiante de derecho, escritor de poesía, bailarín, coreógrafo y músico en 1948 fundó un grupo de poesía para africanos, que se convirtió gradualmente en la batería, el baile y la narración del Ballet de Teatro Africano de Fodéba Keïta.
Según explicó el propio Keïta el grupo estaba compuesto desde un principio por Facély Kanté, Ismaël Touré , Saidou Conté, Amadou Aw en los años 60 ministro de Malí y el propio Fodéba Keïta. Facély Kanté fue el director artístico durante una década hasta su muerte en un accidente de avión en Casablanca cuando regresaba de Checoslovaquia, en julio de 1961.
Recorrió Europa de 1951 a 1955 y Estados Unidos en 1953. Al principio se generó una importante controversia dado que algunas tribus se ofendieron porque miembros de otras tribus realizaban sus danzas y cantaban sus canciones, pero gradualmente esa objeción fue superada.  En la década de 1950, entre los músicos notables reclutados se encontraban los bateristas de djembe "Papa" Ladji Camara de Mali  y el guineano Famoudou Konaté . El grupo actuó en Estados Unidos en 1959, con una serie de 48 actuaciones en Broadway, después de una exitosa gira europea. Cuando Guinea obtuvo su independencia de Francia en 1958, el presidente de Guinea Ahmed Sékou Touré convirtió el ballet en el conjunto nacional. Cuando el presidente Sékou Touré murió en 1984, el apoyo del gobierno llegó a su fin y la compañía encontró dificultades financieras durante varios años, pero posteriormente reanudó la gira.
En 1991, Italo Zambo, director artístico de la compañía, señaló que las actuaciones diurnas de Los Ángeles diferían de las nocturnas y las representaciones en África y Europa en un aspecto: tradicionalmente, los hombres y mujeres guineanos bailan con el torso desnudo. En 1967, mientras estaba de gira en Quebec, Canadá, el director de la compañía tuvo que ir a la corte en Montreal para responder al cargo de incitar a menores a dar una actuación indecente por esta misma razón. El juez desestimó el cargo. 

## Miembros notables
- Famoudou Konaté
- Kemoko Sano
- Moustapha Bangoura
- Mouminatou Camara
- Aly Diabate
- Abou Sylla (N'Camara Abou Sylla)
- Arafan Toure